# Randell Jackson
Randell Edward Jackson (Boston, 16 gennaio 1976) è un ex cestista statunitense.

## Palmarès
- McDonald's All-American Game (1995)